# Ngomba
Das Ngomba ist eine der elf Bamileke-Sprachen, welche im Kamerun vom Volk der Bamileke gesprochen werden.
Die Hauptdialekte des Ngomba sind: Bamendjinda, Bamenkumbo, Bamesso, Babete (Bamete) und Bamendjo. Im Jahre 1999 hatte das Ngomba noch rund 63.000 Sprecher.